# Résultat net
Pour un article plus général, voir Soldes intermédiaires de gestion.
En comptabilité, le résultat net d'une entreprise ou d'une entité est la différence, sur une période déterminée, entre les produits et les charges auxquelles s'ajoute l'impôt sur les sociétés.
Lorsque le résultat net est négatif, il est appelé déficit ou perte. Lorsque le résultat net est positif il s'agit d'un bénéfice. Le résultat net est déterminé pour une période donnée, par exemple : l'année calendaire ou sur un exercice de 12 mois.
Dans les sociétés par actions, le résultat net détermine ce qui peut être partagé entre les actionnaires (distribution de dividendes) et l'entreprise (mise en réserve ou constitution de provisions).

## Historique
En France, le résultat net est devenu un précieux indicateur pour mesurer la performance des entreprises à partir de la loi fiscale de 1917, qui a institué l'amortissement comptable et permis aux sociétés industrielles de répartir dans le temps leur effort d'investissement.

## Calcul
Il se calcule en déduisant du résultat courant avant impôts (différence entre le résultat d'exploitation et le résultat financier) toutes les charges non encore prises en compte dans la détermination des soldes intermédiaires. C'est ainsi qu'on peut ajouter, à ce niveau, les quotes-parts des résultats des sociétés non consolidées.
Pour son calcul, il faut tenir compte :
- des opérations exceptionnelles (extension d'une usine, prise de contrôle d'une société, revente d'une filiale, etc. qui génèrent des entrées et des sorties de capitaux) ;
- des frais de participation du personnel ;
- des impôts comme l’impôt sur les sociétés.

## Utilisation en analyse financière
Le résultat net a longtemps été (jusqu'au début des années 1980) l'indicateur-clé de mesure de la performance d’une entreprise. Actuellement, le résultat net ne joue plus un rôle prépondérant dans la mesure de la performance d’une entreprise du fait qu’il englobe l’ensemble des charges supportées par l’entreprise. Ce n’est donc pas un indicateur fiable de comparaison.
Pour illustrer ce point, on considère une entreprise qui perd beaucoup d’argent dans son cœur de métier (voir les articles sur le résultat d'exploitation ou la marge opérationnelle) ; cette entreprise peut présenter un résultat net positif si, pendant l’année, elle a revendu une partie de ses machines (cf. l’article sur les produits exceptionnels) pour un montant qui compense ses pertes d’exploitation.
Pour pallier ce problème, le résultat net récurrent (résultat courant moins l'impôt sur les bénéfices) exclut  les éléments exceptionnels (ceux qui ne figurent pas dans les comptes chaque année).

## Le résultat net, une base de calcul
À présent, le résultat net est utilisé pour calculer, entre autres :
- la capacité d'autofinancement (CAF) de l'entreprise ;
- le bénéfice par action (BPA ou BNPA) qu'offrent les actions de l'entreprise (dans le cas les actions sont cotées) et, partant, le ratio PER (cours divisé par BNPA) ;
- le dividende que les entreprises décident parfois de verser à travers une politique de distribution, qui correspond au pourcentage du bénéfice qui sera redistribué sous forme de dividende aux actionnaires de l'entreprise.

Afin d'avoir un avis plus critique sur la santé d'une entreprise, il convient d'étudier de manière plus précise les soldes intermédiaires de gestion desquels découle le résultat net.

## Fiscalité
Le bénéfice net est calculé une fois déduit toutes charges fiscales, y compris l'impôt sur les sociétés. En France, l'impôt sur les sociétés est calculé sur le résultat fiscal.
L'impôt sur les sociétés est calculé sur une base appelée le résultat fiscal étant : le résultat comptable avant impôts et participations auquel est soumis diverses réintégrations et déductions extra-comptables.

## Critique
Le résultat net n'est pas suffisant pour mesurer la performance financière et la solidité des sociétés à travers leurs comptes.
Des règles de bon sens d'origine américaine rappellent que le caractère artificiel et subjectif du résultat net peut le rendre moins pertinent que la trésorerie : 
- le résultat net est une opinion, la trésorerie  est un fait (« Profit is an opinion, Cash is a fact ») ;
- le chiffre d'affaires est la vanité, le résultat net est la santé, mais la trésorerie est la réalité (« Turnover is Vanity, Profit is Sanity, but Cash is Reality »).